# KFC Turnhout
KFC Turnhout is een Belgische voetbalclub uit Turnhout. De club is bij de KBVB aangesloten met stamnummer 148 en heeft blauw-wit als clubkleuren. De club speelde in zijn geschiedenis drie afzonderlijke seizoenen in de Eerste klasse.

## Geschiedenis
Voor het ontstaan van de club bestonden in Turnhout diverse andere clubs. Zo werd in 1907 Excelsior gesticht, dat in 1912 fusioneerde met Ons Vermaak en Union Sportive tot Turnhout Sport Voetbalvereeniging, dat zich in 1912 bij de UBSSA aansloot. Tijdens het seizoen 1912-1913 speelde de club in de laagste provinciale reeks. Ze fusioneerde nog verder met kleine clubs als Turnhoutsche Sportvereeniging, Albert en Club Marie José. Tussen 1913 en 1920 werden enkel vriendschappelijke wedstrijden gespeeld.

### FC Turnhout (1921-2002)
Na de Eerste Wereldoorlog werd de club opgericht onder de naam FC Turnhout, die zich in 1921 opnieuw bij de Voetbalbond aansloot. De club steeg in 1925 uit de provinciale reeksen en bereikte de promotiereeks, toen de Tweede Klasse. De club bleef op dit niveau spelen, tot men in 1931 tweede werd en voor het eerst promotie afdwong naar de hoogste afdeling. Turnhout was zo de eerste Kempische club in de Ere-afdeling. Het verblijf was echter van korte duur, Turnhout werd laatste en degradeerde na één seizoen. Enkele jaren later, in 1936, won Turnhout zijn reeks in Tweede Klasse en dwong zo opnieuw promotie naar Eerste Klasse af. Opnieuw was het verblijf echter van korte duur, de ploeg werd voorlaatste en zakte.
Turnhout speelde verschillende jaren op dit niveau, tot de club in 1952 voor een eerste maal degradeerde naar Derde Klasse. De club kreeg in 1952 de koninklijke titel en werd KFC Turnhout. Het duurde tot het eind van de jaren 50 eer de club weer kon opklimmen. In 1960 won de ploeg zijn reeks in Derde, drie jaar later slaagde men er zelf opnieuw in om naar Eerste Klasse te promoveren. De club was in 1963 weliswaar derde geëindigd, maar de tweede in de stand, Waterschei SV Thor was van omkoping beschuldigd en Turnhout mocht in hun plaats overgaan naar Eerste. Turnhout kreeg nu op zijn beurt te maken met omkoping. De ploeg eindigde als 14de net boven de degradatieplaatsen, maar omwille van de omkoopbeschuldiging degradeerde Turnhout in plaats van Berchem Sport dat voorlaatste was. Twee jaar later zakte de club zelfs opnieuw naar Derde, maar kon na twee seizoenen toch terugkeren in Tweede in 1968. Uiteindelijk zakte de club in 1977 toch voor langere tijd naar Derde Klasse. De club kon nog even terugkeren naar Tweede van 1990 tot 1993 en van 1995 tot 2001. Het seizoen 1990/91 werd een zwarte bladzijde uit de clubgeschiedenis. Op 4 april 1991 overleed voetballer Luc De Rijck, topscorer en kapitein, na de training na een behandeling bij de clubdokter. Tijdens de jaren 90 plaatste de club zich verschillende malen voor de eindronde van tweede klasse, maar zowel in 1991, 1992, 1998, 1999, 2000 als 2001 slaagde men er niet in deze te winnen en een nieuwe promotie naar Eerste Klasse af te dwingen.
KV Turnhout (2002-2015)
De club FC Turnhout was echter in financiële problemen geraakt en men verkocht de gronden van het Villapark, en werden plannen voor een nieuw stadion bekendgemaakt. In 2000/01 kreeg KFC Turnhout echter geen licentie, en ondanks hun tweede plaats en eindrondedeelname werd de club gedwongen tot een degradatie naar Derde Klasse. De club dwong daar een vierde plaats en eindrondedeelname aan, maar de club ging in vereffening en degradeerde daarom in 2002 zelfs een seizoen in Vierde Klasse. Men begon dat seizoen met een nieuw bestuur, de clubnaam werd gewijzigd naar KV Turnhout. De club won vlot en met ruime voorsprong zijn reeks en kon zijn plaats in 3de Klasse weer innemen. In 2003/04 speelde KV Turnhout de eindronde finale in de derde klasse voor opnieuw plaats te nemen in de tweede klasse tegen KV Kortrijk maar verloor ze. In 2004/05 verliet de club na bijna 60 jaar uiteindelijk het Villapark, en ging spelen in het Stadsparkstadion. De verdere seizoenen verkeerde KV Turnhout weer in financiële nood maar daar kwam in seizoen 2007/08 een einde aan toen de Egyptische investeringsgroep Wadi Degla de schulden overnam. Zo kreeg KV Turnhout een samenwerking met K Lierse SK die ook werden overgenomen door Wadi Degla. Op 21 juni 2008 overleed voorzitter Joos Horsten ten gevolge van een hartaanval.
Het seizoen 2008/09 stond Turnhout het hele jaar boven in de rangschikking. De ploeg pakte de drie periodetitels en verzekerde zich al op de 28ste speeldag van eindwinst in zijn reeks, wat opnieuw promotie naar Tweede Klasse opleverde.
Turnhout zou zo in dezelfde reeks uitkomen als Lierse. Dit stuitte echter op bezwaren omdat belangenvermenging zou kunnen optreden. In mei 2009 trok Wadi Degla zich terug als sponsor, om problemen met de voetbalbond te voorkomen. Het hele budget van ongeveer 650.000 euro per jaar werd teruggetrokken. Wadi Degla wilde wel nog voor een lening zorgen als KV Turnhout nog een extra jaar in Derde Klasse uitkwam, maar daar was het clubbestuur niet over te spreken. De club mocht zo het seizoen 2009/10 toch in de Tweede Klasse spelen, aangezien er geen connecties meer waren.
Op 1 januari 2010 nam ex-burgemeester Marcel Hendrickx de taak als voorzitter over van wijlen Joos Horsten. Men verzekerde zich op de laatste speeldag van seizoen 2009/10 van het behoud. Lierse promoveerde naar Eerste Klasse. In juni 2010 keerde Wadi Degla terug als sponsor van KV Turnhout en zo werd nipt een vereffening vermeden. Het volgend seizoen wilde KV Turnhout met een eerste B-elftal in competitie treden, wat echter niet mogelijk was volgens de bondsreglementen. In 2011 richtte men daarom satellietclub FC Turnhout (stamnummer 9563) op, dat in de laagste provinciale reeksen van start zou gaan. KV Turnhout eindigde het seizoen 2010/11 als 16de, moest naar de degradatie-eindronde, maar werd daar uitgeschakeld. Na twee seizoenen zakte de club zo opnieuw naar Derde Klasse.
Vlak voor de start van het seizoen 2012/13 kromp hoofdsponsor Wadi Degla het budget in waarmee KV Turnhout met jeugdspelers aantrad. Met de winterstop stond men onder in het klassement, 12 punten achter de voorlaatste. Wadi Degla stuurde daarom begin januari 2013 14 Egyptische spelers naar de club. De Turnhoutse staf werd opzij geschoven voor Egyptische trainers en veel Belgische spelers en jeugd werden naar de B-kern verwezen. Uiteindelijk konden de Egyptenaren voor behoud zorgen, toen men op de laatste speeldag met 2-0 won en zo KSK Ronse en KFC Izegem naar de 15de plaats sprong.
Uiteindelijk stopte Wadi Degla in 2014 de steun aan KV Turnhout en verdwenen de Egyptenaren uit het bestuur. Via crowdfunding zamelde de club het nodig geld in bij de supporters.

### KFC Turnhout (2015-heden)
In 2015 fuseerden KV Turnhout (148) en FC Turnhout (9563) om weer als één club verder te werken. De fusieclub speelde verder met het stamnummer 148 en men keerde terug naar de oude clubnaam: KFC Turnhout. Stamnummer 9563 werd geschrapt. Ignace Kroos nam het stokje van Marcel Hendrickx over als voorzitter van het dagelijks bestuur van KFC Turnhout.
Na de competitiehervorming startte KFC Turnhout in 2016 in de derde klasse amateurs. Daar werd Turnhout meteen kampioen, waardoor de club promoveerde naar Tweede klasse amateurs.

## Resultaten
| Seizoen          | Klasse | Klasse | Klasse | Klasse | Klasse | Reeks                                                    | Punten                                                   | Opmerkingen |                                           |
|                  | I      | I      | II     | P.II   |        |                                                          |                                                          | |                                           |
| ---------------- | ------ | ------ | ------ | ------ | ------ | -------------------------------------------------------- | -------------------------------------------------------- | --- | ----------------------------------------- |
| Als FC Turnhout  |        |        |        |        |        |                                                          |                                                          | |                                           |
| 1921/22          |        |        |        | 4      |        | Tweede prov. Antw.                                       | 5                                                        | |                                           |
| 1922/23          |        |        |        | 4      |        | Tweede prov. Antw.                                       | 25                                                       | |                                           |
| 1923/24          |        |        |        | 3      |        | Tweede prov. Antw.                                       | 30                                                       | |                                           |
| 1924/25          |        |        |        | 1      |        | Tweede prov. Antw.                                       | 37                                                       | |                                           |
| 1925/26          |        |        | 3      |        |        | Eerste Afdeling A                                        | 38                                                       | Verlies (2-4) in testwedstrijd voor promotie tegen CS La Forestoise                                              |                                           |
|                  | I      | I      | II     | III    |        | Vanaf 1926/27 zijn er 3 nationale niveaus                | Vanaf 1926/27 zijn er 3 nationale niveaus                | Vanaf 1926/27 zijn er 3 nationale niveaus                                                                        | Vanaf 1926/27 zijn er 3 nationale niveaus |
| 1926/27          |        |        | 6      |        |        | Eerste Afdeling                                          | 28                                                       | |                                           |
| 1927/28          |        |        | 10     |        |        | Eerste Afdeling                                          | 22                                                       | |                                           |
| 1928/29          |        |        | 5      |        |        | Eerste Afdeling                                          | 30                                                       | |                                           |
| 1929/30          |        |        | 6      |        |        | Eerste Afdeling                                          | 28                                                       | |                                           |
| 1930/31          |        |        | 2      |        |        | Eerste Afdeling                                          | 36                                                       | |                                           |
| 1931/32          | 14     | 14     |        |        |        | Ere Afdeling                                             | 10                                                       | |                                           |
| 1932/33          |        |        | 6      |        |        | Eerste Afdeling B                                        | 27                                                       | |                                           |
| 1933/34          |        |        | 4      |        |        | Eerste Afdeling B                                        | 30                                                       | |                                           |
| 1934/35          |        |        | 9      |        |        | Eerste Afdeling B                                        | 24                                                       | |                                           |
| 1935/36          |        |        | 1      |        |        | Eerste Afdeling A                                        | 35                                                       | |                                           |
| 1936/37          | 13     | 13     |        |        |        | Ere Afdeling                                             | 9                                                        | |                                           |
| 1937/38          |        |        | 10     |        |        | Eerste Afdeling A                                        | 23                                                       | |                                           |
| 1938/39          |        |        | 6      |        |        | Eerste Afdeling B                                        | 30                                                       | |                                           |
| 1939/40          |        |        |        |        |        |                                                          |                                                          | Geen competitie door Wereldoorlog II                                                                             |                                           |
| 1940/41          |        |        |        |        |        |                                                          |                                                          | Geen competitie door Wereldoorlog II                                                                             |                                           |
| 1941/42          |        |        | 7      |        |        | Eerste Afdeling A                                        | 26                                                       | |                                           |
| 1942/43          |        |        | 5      |        |        | Eerste Afdeling A                                        | 39                                                       | |                                           |
| 1943/44          |        |        | 4      |        |        | Eerste Afdeling B                                        | 32                                                       | |                                           |
| 1944/45          |        |        |        |        |        |                                                          |                                                          | Geen competitie door Wereldoorlog II                                                                             |                                           |
| 1945/46          |        |        | 4      |        |        | Eerste Afdeling B                                        | 46                                                       | |                                           |
| 1946/47          |        |        | 2      |        |        | Eerste Afdeling A                                        | 45                                                       | |                                           |
| 1947/48          |        |        | 4      |        |        | Eerste Afdeling B                                        | 36                                                       | |                                           |
| 1948/49          |        |        | 3      |        |        | Eerste Afdeling B                                        | 37                                                       | |                                           |
| 1949/50          |        |        | 10     |        |        | Eerste Afdeling B                                        | 28                                                       | |                                           |
| 1950/51          |        |        | 7      |        |        | Eerste Afdeling A                                        | 30                                                       | |                                           |
| 1951/52          |        |        | 9      |        |        | Eerste Afdeling B                                        | 29                                                       | Degradatie omwille van competitiehervorming                                                                      |                                           |
|                  | I      | I      | II     | III    | IV     | Vanaf 1952/53 zijn er 4 nationale niveaus                | Vanaf 1952/53 zijn er 4 nationale niveaus                | Vanaf 1952/53 zijn er 4 nationale niveaus                                                                        | Vanaf 1952/53 zijn er 4 nationale niveaus |
| Als KFC Turnhout |        |        |        |        |        |                                                          |                                                          | |                                           |
| 1952/53          |        |        |        | 4      |        | Derde klasse A                                           | 37                                                       | |                                           |
| 1953/54          |        |        |        | 9      |        | Derde klasse B                                           | 29                                                       | |                                           |
| 1954/55          |        |        |        | 6      |        | Derde klasse A                                           | 33                                                       | |                                           |
| 1955/56          |        |        |        | 2      |        | Derde klasse B                                           | 41                                                       | |                                           |
| 1956/57          |        |        |        | 4      |        | Derde klasse A                                           | 36                                                       | |                                           |
| 1957/58          |        |        |        | 11     |        | Derde klasse B                                           | 28                                                       | |                                           |
| 1958/59          |        |        |        | 5      |        | Derde klasse A                                           | 32                                                       | |                                           |
| 1959/60          |        |        |        | 1      |        | Derde klasse A                                           | 50                                                       | |                                           |
| 1960/61          |        |        | 8      |        |        | Tweede klasse                                            | 30                                                       | |                                           |
| 1961/62          |        |        | 7      |        |        | Tweede klasse                                            | 32                                                       | |                                           |
| 1962/63          |        |        | 3      |        |        | Tweede klasse                                            | 44                                                       | Promotie omdat de 2e in de stand, THOR Waterschei, verplicht moest degraderen omwille van een corruptieschandaal |                                           |
| 1963/64          | 14     | 14     |        |        |        | Eerste klasse                                            | 24                                                       | Degradatie omwille van competitiefraude                                                                          |                                           |
| 1964/65          |        |        | 9      |        |        | Tweede klasse                                            | 31                                                       | |                                           |
| 1965/66          |        |        | 16     |        |        | Tweede klasse                                            | 17                                                       | |                                           |
| 1966/67          |        |        |        | 3      |        | Derde klasse B                                           | 40                                                       | |                                           |
| 1967/68          |        |        |        | 1      |        | Derde klasse A                                           | 46                                                       | |                                           |
| 1968/69          |        |        | 8      |        |        | Tweede klasse                                            | 30                                                       | |                                           |
| 1969/70          |        |        | 5      |        |        | Tweede klasse                                            | 36                                                       | |                                           |
| 1970/71          |        |        | 9      |        |        | Tweede klasse                                            | 28                                                       | |                                           |
| 1971/72          |        |        | 7      |        |        | Tweede klasse                                            | 30                                                       | |                                           |
| 1972/73          |        |        | 6      |        |        | Tweede klasse                                            | 32                                                       | |                                           |
| 1973/74          |        |        | 9      |        |        | Tweede klasse                                            | 30                                                       | |                                           |
| 1974/75          |        |        | 7      |        |        | Tweede klasse                                            | 33                                                       | |                                           |
| 1975/76          |        |        | 9      |        |        | Tweede klasse                                            | 31                                                       | |                                           |
| 1976/77          |        |        | 15     |        |        | Tweede klasse                                            | 22                                                       | |                                           |
| 1977/78          |        |        |        | 2      |        | Derde klasse A                                           | 39                                                       | KFC Turnhout eindigde gedeeld eerste met VC Rotselaar. De testwedstrijd voor de titel werd verloren met 0-3      |                                           |
| 1978/79          |        |        |        | 5      |        | Derde klasse B                                           | 34                                                       | |                                           |
| 1979/80          |        |        |        | 4      |        | Derde klasse A                                           | 37                                                       | |                                           |
| 1980/81          |        |        |        | 14     |        | Derde klasse B                                           | 26                                                       | |                                           |
| 1981/82          |        |        |        | 6      |        | Derde klasse B                                           | 34                                                       | |                                           |
| 1982/83          |        |        |        | 3      |        | Derde klasse B                                           | 38                                                       | |                                           |
| 1983/84          |        |        |        | 3      |        | Derde klasse B                                           | 35                                                       | |                                           |
| 1984/85          |        |        |        | 9      |        | Derde klasse B                                           | 29                                                       | |                                           |
| 1985/86          |        |        |        | 7      |        | Derde klasse B                                           | 31                                                       | |                                           |
| 1986/87          |        |        |        | 4      |        | Derde klasse B                                           | 38                                                       | |                                           |
| 1987/88          |        |        |        | 10     |        | Derde klasse B                                           | 27                                                       | |                                           |
| 1988/89          |        |        |        | 7      |        | Derde klasse B                                           | 30                                                       | |                                           |
| 1989/90          |        |        |        | 1      |        | Derde klasse B                                           | 43                                                       | |                                           |
| 1990/91          |        |        | 5      |        |        | Tweede klasse                                            | 32                                                       | 3de in eindronde met 4 punten                                                                                    |                                           |
| 1991/92          |        |        | 2      |        |        | Tweede klasse                                            | 40                                                       | 4de in eindronde met 2 punten                                                                                    |                                           |
| 1992/93          |        |        | 15     |        |        | Tweede klasse                                            | 24                                                       | |                                           |
| 1993/94          |        |        |        | 6      |        | Derde klasse B                                           | 29                                                       | |                                           |
| 1994/95          |        |        |        | 3      |        | Derde klasse B                                           | 38                                                       | Winnaar eindronde tegen KTH Diest                                                                                |                                           |
| 1995/96          |        |        | 8      |        |        | Tweede klasse                                            | 47                                                       | |                                           |
| 1996/97          |        |        | 11     |        |        | Tweede klasse                                            | 41                                                       | |                                           |
| 1997/98          |        |        | 3      |        |        | Tweede klasse                                            | 68                                                       | 4de in eindronde met 1 punt                                                                                      |                                           |
| 1998/99          |        |        | 5      |        |        | Tweede klasse                                            | 60                                                       | 2de in eindronde met 8 punten                                                                                    |                                           |
| 1999/00          |        |        | 4      |        |        | Tweede klasse                                            | 56                                                       | 4de in eindronde met 1 punt                                                                                      |                                           |
| 2000/01          |        |        | 2      |        |        | Tweede klasse                                            | 69                                                       | 2de in eindronde met 8 punten, degradatie door niet bekomen van licentie                                         |                                           |
| 2001/02          |        |        |        | 4      |        | Derde klasse A                                           | 52                                                       | Speelde eindronde voor promotie, maar degradeerde door vereffening                                               |                                           |
| Als KV Turnhout  |        |        |        |        |        |                                                          |                                                          | |                                           |
| 2002/03          |        |        |        |        | 1      | Vierde klasse C                                          | 72                                                       | |                                           |
| 2003/04          |        |        |        | 3      |        | Derde klasse A                                           | 62                                                       | Verlies in finale eindronde tegen KV Kortrijk                                                                    |                                           |
| 2004/05          |        |        |        | 7      |        | Derde klasse A                                           | 47                                                       | |                                           |
| 2005/06          |        |        |        | 8      |        | Derde klasse A                                           | 44                                                       | |                                           |
| 2006/07          |        |        |        | 5      |        | Derde klasse A                                           | 49                                                       | |                                           |
| 2007/08          |        |        |        | 2      |        | Derde klasse B                                           | 59                                                       | Verlies in 2de ronde in eindronde tegen UR Namur                                                                 |                                           |
| 2008/09          |        |        |        | 1      |        | Derde klasse B                                           | 67                                                       | |                                           |
| 2009/10          |        |        | 16     |        |        | Tweede klasse                                            | 41                                                       | |                                           |
| 2010/11          |        |        | 16     |        |        | Tweede klasse                                            | 40                                                       | Verlies in 2de wedstrijd van de eindronde tegen Sportkring Sint-Niklaas                                          |                                           |
| 2011/12          |        |        |        | 11     |        | Derde klasse B                                           | 46                                                       | |                                           |
| 2012/13          |        |        |        | 15     |        | Derde klasse A                                           | 34                                                       | |                                           |
| 2013/14          |        |        |        | 4      |        | Derde klasse B                                           | 56                                                       | Verlies in eindronde tegen R. Union Saint-Gilloise                                                               |                                           |
| 2014/15          |        |        |        | 18     |        | Derde klasse B                                           | 7                                                        | Degradatie naar 4e klasse                                                                                        |                                           |
| Als KFC Turnhout |        |        |        |        |        |                                                          |                                                          | |                                           |
| 2015/16          |        |        |        |        | 10     | Vierde klasse C                                          | 43                                                       | |                                           |
|                  | 1A     | 1B     | 1Am    | 2Am    | 3Am    | Vanaf 2016-17 zijn er 3 nationale en 2 regionale niveaus | Vanaf 2016-17 zijn er 3 nationale en 2 regionale niveaus | Vanaf 2016-17 zijn er 3 nationale en 2 regionale niveaus                                                         |                                           |
| 2016/17          |        |        |        |        | 1      | Derde Am. VV B                                           | 63                                                       | |                                           |
| 2017/18          |        |        |        | 11     |        | Tweede Am. VV B                                          | 37                                                       | |                                           |
| 2018/19          |        |        |        | 15     |        | Tweede Am. VV B                                          | 29                                                       | |                                           |
| 2019/20          |        |        |        |        | 13     | Derde Am. VV B                                           | 28                                                       | Competitie stopgezet na speeldag 24 door COVID-19                                                                |                                           |
| 2020/21          |        |        |        |        | -      | Derde Afd. VV B                                          | -                                                        | Geen competitie door COVID-19                                                                                    |                                           |
| 2021/22          |        |        |        |        | 5      | Derde Afd. VV B                                          | 49                                                       | Promotie via eindronde na winst tegen KM Torhout (3-1)                                                           |                                           |
| 2022/23          |        |        |        | 16     |        | Tweede Afd. VV B                                         | 34                                                       | Degradatie na verlies in Eindronde degradatie tegen RFC Wetteren (3-0)                                           |                                           |
| 2023/24          |        |        |        |        | 9      | Derde Afdeling VV B                                      | 41                                                       | |                                           |
| 2024/25          |        |        |        |        | 12     | Derde afdeling VV B                                      | 36                                                       | |                                           |
| 2025/26          |        |        |        |        |        | Derde afdeling VV B                                      |                                                          | |                                           |

## Trainers
- 2005-2006  Luc Leys
- 2006-2007  Luc Leys,  René Desaeyere
- 2007-2008  René Desaeyere
- 2008-2009  René Desaeyere
- 2009-2010  René Desaeyere,  Luc Beyens
- 2010-2011  Luc Beyens,  Frank Braeckmans,  Eric Van Meir
- 2011-2012  Daniel Simmes,  Jef Dufraing &  Steven Van Vlasselaer,  Hisham Zakarya
- 2012-2013  Hisham Zakarya
- 2013-2014  Hisham Zakarya,  Ahmed Hamouda,  Tom Saintfiet
- 2014-2015  Jef Dufraing
- 2015-2016  Tom Moons
- 2016-2017  Tom Moons
- 2017-2018  Tom Moons,   Hayk Milkon
- 2018-2020   Hayk Milkon
- 2020-2021  Jo Christiaens

## Bekende (oud-)spelers
- Clemens Bastiaansen
- Luc Beyens
- Jean Black
- Adrie Bogers
- Job Bulters
- Daouda Diakité
- Patrick Goots
- Salou Ibrahim
- Tom Jansen
- Swat Janssens
- Harald Nickel
- Dino Peljto
- René Verheyen
- Bruno Versavel

## Bekende trainers
- Luc Beyens
- Fuat Çapa
- Nico Claesen
- Stéphane Demol
- René Desaeyere
- Jean-Marie Pfaff
- Gerard Plessers
- Gustaaf Van Goethem (1946 - 1947)
- Co Prins